# Cepeda, Salamanca
Cepeda de la Sierra là một đô thị ở tỉnh Salamanca, in the Cộng đồng tự trị of Castile và León, Tây Ban Nha. Đô thị này có cự ly 96 km so với thành phố Salamanca. Dân số năm 2007 là 436 người. Diện tích là 10,73 km2. Mã bưu chính là 37656.
==Tham khảo==